# قرار مجلس الأمن التابع للأمم المتحدة رقم 1312
قرار مجلس الأمن التابع للأمم المتحدة رقم 1312، المتخذ بالإجماع في 31 تموز / يوليو 2000، بعد إعادة تأكيد القرارين 1298 (1999) بشأن الحالة بين إثيوبيا وإريتريا، و 1308 (2000)، أنشأ المجلس بعثة الأمم المتحدة في إثيوبيا وإريتريا.
وأشاد مجلس الأمن بمنظمة الوحدة الإفريقية لتسهيلها التوصل إلى اتفاق ناجح بشأن وقف الأعمال العدائية بين إثيوبيا وإريتريا. وقد طلب كلا البلدين مساعدة الأمم المتحدة في تنفيذ اتفاق وقف الأعمال العدائية، وكان على الأمين العام أن يرسل فريق استطلاع واتصال إلى المنطقة.
ثم أنشأ القرار بعثة الأمم المتحدة في إثيوبيا وإريتريا التي تتألف من ما يصل إلى 100 مراقب عسكري وموظفي دعم لفترة أولية حتى 31 كانون الثاني / يناير 2001 تحسباً لبعثة حفظ سلام مستقبلية بموجب الولاية التالية:
(أ) إقامة اتصالات مع الأطراف والمحافظة عليها؛
(ب) زيارة المقرات العسكرية والوحدات التابعة للأحزاب؛
(ج) مراقبة وقف الأعمال العدائية؛
(د) التحضير لإنشاء لجنة التنسيق العسكرية؛
(هـ) المساعدة في الخطط الخاصة بعملية حفظ السلام في المستقبل.
ودُعيت الأطراف إلى تزويد بعثة الأمم المتحدة في إثيوبيا وإريتريا بإمكانية الوصول والمساعدة والحماية، وتيسير نشر خبراء الإجراءات المتعلقة بالألغام. لن ينطبق حظر الأسلحة المفروض في القرار 1298 على الأسلحة والمواد التي يتم استخدامها في أعمال المناجم. وشدد القرار أيضا على أهمية ترسيم الحدود بين إريتريا وإثيوبيا وفقا لاتفاق وقف الأعمال العدائية والاتفاقية الإطارية لمنظمة الوحدة الأفريقية. وأثنى أيضا على أمانتي الأمم المتحدة ومنظمة الوحدة الأفريقية لمناقشة تنفيذ الاتفاقات.
وأخيراً، طُلب من الأمين العام كوفي عنان مواصلة الاستعدادات لبعثة حفظ سلام مستقبلية وتقديم تقارير دورية إلى المجلس.

## روابط خارجية
- نص القرار في undocs.org
- موقع بعثة الأمم المتحدة في إثيوبيا وإريتريا